# Акт про супрематію
Акт про супрематію (англ. Acts of Supremacy) — два парламентські акти 1534 й 1559 років, що закріпили розрив Англіканської церкви з Католицькою в ході Реформації й передали монархові верховні повноваження в Англіканській церкві.

## Акт про супрематію 1534 року
Акт про супрематію — парламентський акт, прийнятий 3 листопада 1534 року, що проголосив Генріха VIII (та його наступників) єдиним верховним земним главою Церкви Англії (англ. Church of England та лат. Anglicans Ecclesia). Як глава Церкви Генріх VIII мав право користуватись «титулами, почестями, достоїнствами, привілеями, юрисдикцією й прибутками, що притаманні й належні достоїнству верховного глави Церкви». До цього англійські королі, як і багато інших середньовічних монархів, мали значну владу над Церквою свого королівства, а саме: контролювали (й за необхідності стягували) її прибутки, контролювали (а іноді напряму здійснювали) духовні призначення. Акт про супрематію передав Генріху VIII, окрім цих традиційних привілеїв монарха, раніше притаманні примасам права відвідувати єпархії, візитувати духовенство, вирішувати питання віровчення, змінювати літургійні служіння, виправляти помилкові погляди та викорінювати єресі. Єдиним правом, на яке не замахнувся Генріх VIII, було відправлення богослужінь, хоча напряму це обмеження Актом не передбачалось.
Акт про супрематію не містив богословського обґрунтування, але затверджував, що правами Верховного глави Церкви король володів «у довготу днів», тобто Акт не передавав Генріху VIII жодних нових прав, а тільки урочисто підтверджував їх. Тим не менше, автори Акту не були впевнені у загальному схваленні нововведення, оскільки того самого 1534 року було видано Акт про зраду, відповідно до якого особи, які відмовились під присягою визнати Акт про супрематію, звинувачувались у державній зраді. Саме відповідно до Акту про зраду були засуджені та страчені Джон Фішер і Томас Мор.
Акт про супрематію 1534 року діяв упродовж усіх наступних років правління Генріха VIII та всього царювання його сина і наступника Едуарда VI. Марія Кривава, вступивши на престол, скасувала Акт у 1554 році, а у подальшому здійснила повернення Англіканської церкви в лоно Католицької.

## Акт про супрематію 1559 року
Єлизавета I, вступивши на престол, повернулась до політики Реформації. У 1559 році було видано новий Акт про супрематію, що підтверджував Акт її батька Генріха VIII, але називав королеву не Верховним главою (англ. Supreme Head of the Church of England), а Верховною правителькою Церкви (англ. Supreme Governor of the Church of England), вважаючи, що жінка не може бути главою Церкви. Ухвалення Акту супроводжувалось вимогою особливої письмової присяги на вірність королеві як главі Церкви усіх кліриків, цивільних чиновників, суддів, викладачів університетів та шкільних вчителів.
Акт про супрематію було скасовано під час Англійської революції, але потім відновлено без змін Карлом II, який також вимагав присяги вищезазначених осіб (див. Акт про одноманітність). Акт про супрематію зберігає юридичну силу донині, визначаючи особливу роль монарха Великої Британії у Церкві Англії.